# Laryngitida
Laryngitida je odborný název pro zánět hrtanu.

## Příznaky
Mezi hlavní příznaky laryngitidy patří štěkavý kašel, bolesti v krku, chrapot nebo úplná ztráta hlasu. Onemocnění nastupuje velmi rychle (obvykle v noci) a může být doprovázeno vysokou horečkou. Laryngitidu diagnostikuje lékař pohledem do krku, kde je vidět zduření hlasivek a sliznice hrtanu. Zvláště u dětí může být onemocnění nebezpečné. Otok hrtanu může způsobit dušení a je třeba okamžitě vyhledat lékařskou pomoc.

## Léčba
Laryngitida se ve většině případů neléčí antibiotiky. Při horečkách se používají léky na snížení teploty. Důležitý je dostatek studeného a vlhkého vzduchu, případně přiložit na krk nemocného Priessnitzův zábal. Pro zlepšení dýchání je lepší poloha v sedu.